# Rohusi
Rohusi (ook wel Rohusaar) is een eiland van Estland in de Finse Golf, gelegen op 2 km ten oosten van het schiereiland Kaberneeme, dat deel uitmaakt van de gelijknamige plaats. Het eiland behoort tot de gemeente Jõelähtme in de provincie Harjumaa. Binnen die gemeente heeft het eiland sinds 1997 de status van apart dorp. Het heeft een oppervlakte van 10,1 ha en ligt tussen Koipsi en Pedassaar (zie kaartje).
Het eiland is onbewoond, zoals o.a. bleek bij de volkstelling van 2011, die ‘0 inwoners’ opleverde en de volkstelling van 2021, die ook ‘0 inwoners’ opleverde.
De naam is waarschijnlijk afgeleid van rohi, ‘gras’. Het eiland is voor het grootste deel begroeid met gras en struiken.

## Natuurgebied
Het eiland is een onderdeel van het natuurpark Kolga lahe maastikukaitseala, dat de eilanden in de Baai van Kolga (Estisch: Kolga laht) omvat. De baai wordt begrensd door het schiereiland Kaberneeme in het westen en het schiereiland Juminda in het oosten. Behalve Rohusi liggen ook o.a. de eilanden Rammu, Koipsi en Pedassaar in het natuurpark.

## Geschiedenis
Het eiland werd voor het eerst genoemd in 1798 onder de naam Rohosaar. In 1805 stond het bekend onder de naam Rohhose Jaan en in 1814 werd het Rohhosesaar genoemd. Het eiland is bewoond geweest. De eerste bewoners kwamen van Rammu, vermoedelijk op het eind van de 18e eeuw. In de 19e eeuw was het eiland bewoond, daarna niet meer. Tot 1997 viel Rohusi onder het dorp Haapse, de kustplaats ten zuiden van het eiland.
In 1998 werd het eiland gekocht door Merilaine OÜ, het vastgoedbedrijf van oud-minister-president Tiit Vähi.